# Genius Sonority
Genius Sonority (ジニアス・ソノリティ株式会社 Jiniasu Sonoriti Kabushiki Kaisha?) es un estudio de desarrollo de videojuegos, cuyo personal se compone de programadores que han contribuido con sus talentos a las series de videojuegos Dragon Quest y Pokémon. El actual presidente de la empresa, Manabu Yamana, es más conocido antes de ser el fundador de Genius Sonority como el director de Dragon Quest VI (desarrollado por Heartbeat), un juego best-seller de Super Famicom en Japón.
Genius Sonority comenzó sus operaciones en julio de 2001 con el objetivo original de desarrollar juegos de Pokémon para consolas de hogar y fue fundada oficialmente en junio de 2002, con financiación proporcionada por Nintendo y The Pokémon Company.
Además de desarrollar diversos títulos relacionados con Pokémon, colaboraron con 8ing/Raizing en el desarrollo de Dragon Quest Swords: The Masked Queen and the Tower of Mirrors para Wii. El juego fue lanzado en Japón en julio de 2007, y el resto del mundo en menos de diez meses.

## Títulos
- Pokémon Colosseum (2003)
- Pokémon XD: Gale of Darkness (2005)
- Pokémon Trozei (2006)
- Pokémon Battle Revolution (2007)
- Dragon Quest Swords: The Masked Queen and the Tower of Mirrors (2007)
- 100 Classic Book Collection (2008)
- Disney Fairies: Tinker Bell (2008)
- Otona no Renai Shōsetsu: Hārekuin Serekushon (2010)
- Aprende con Pokémon: Aventura entre las teclas (2011)
- The Denpa Men: They came by wave (2012)
- The Denpa Men 2: Beyond the waves (2012)
- The Denpa Men 3: The rise of Digitoll (2014)
- The Denpa Men: Free! (2014)
- Pokémon Shuffle (2015)
- Pokémon Café Mix (2020)[2]